# Agdistis morini
Agdistis morini là một loài bướm đêm thuộc họ Pterophoridae. Nó được tìm thấy ở Ý.